# Източна Прусия
Източна Прусия (на немски: Ostpreußen; на полски: Prusy Wschodnie; на литовски: Rytų Prūsija; на руски: Восточная Пруссия) е провинция на Кралство Прусия от 1773 до 1829 г. и отново от 1878 г. (като кралството е част от Германската империя от 1871 г.). След Първата световна война тя влиза в състава на Свободната държава Прусия, част от Ваймарската република, до 1945 г. Столицата ѝ е Кьонигсберг (днес Калининград). Източна Прусия е основната част на региона Прусия по югоизточното балтийско крайбрежие.
Площта ѝ е 36 993 km2, а населението към 1905 г. – 2 025 741 жители.
Още древните гърци, описвайки народите от района, посочват, че на тази територия живеят балтийските народи естии и готи.
Източна Прусия за пръв път се споменава в трактатите на латинските учени от ранното средновековие през 9 век. Прусите са западнобалтийски народ, който губи самобитния си стар език при завладяването си от Германия през 1700 г. А другите диалекти в страната били забравени още през 1400 – 1600 г. Самите пруси никога не се наричали пруси, а самби, по името на полуостров Самбия, където живеели. А страната си наричали Улмигания (Островно царство), понеже считали страната си за остров, тъй като била оградена от запад от Балтика, а от изток от реките Преголя и Дейма.
Територията на Източна Прусия е историческо ядро, около което се формира изпърво Тевтонския орден, прераснал от теократично в светско формирование – херцогство Прусия. След прогласяването на 18 януари 1801 г. на новата държава кралство Прусия, от историческата област, ведно с Ермланд, се формира пруската провинция Източна Прусия. Като историческа провинция на Прусия, преди обединението на Германия, е почетен член на Северногерманския съюз, като се счита за житницата (на немски: Kornkammer) на Германия.
Територията ѝ обхваща днешната руска Калининградска област, която е единственият анклав, част от Руската Федерация, както и части от днешните Литва и Полша. Територията на историческата област е десетилетия наред под опеката на Тевтонския орден, заедно със своя най-голям град, своеобразна столица и административен център – Кьонигсберг, който е и главно пристанище на образуваната от Тевтонския орден – държава. По-късно образуваното херцогство Прусия е под опеката, а и присъдружно на Полското и Великото литовско кралство.
Източна Прусия е най-отдалеченото на изток място, където преди векове се е говорил немски език. Местният диалект е познат под името пруски език. Източна Прусия е от огромно значение при и за създаването на Германската империя, и неслучайно кралят на Прусия, който традиционно се коронова в Кьонигсбергския замък, е и германски император. Също така местоположението на областта има значение и за германското влияние в Северна и Източна Европа, и най-вече в Балтика, където е изградена столицата на Руската империя от Петър Велики. Дори и днес в Калининград, който е част от Русия, все още има хора, които са потомци на заселилите се тук преди векове немци, и говорят немски език като майчин.
Две трети от територията на Източна Прусия в съответствие с решенията на Потсдамската конференция се предадени на Литва и Полша, а останалата една трета, с историческия ѝ център Кьонигсберг, са включени в състава на СССР след края на Втората световна война. Германското население е изселено малко преди края на войната.

## История

### Кралство Прусия
Макар Бранденбург-Прусия да е част от Свещената Римска империя, пруските земи не влизат в империята и са под администрацията на Тевтонския орден под юрисдикцията на императора. В отговор на подкрепата за император Леополд I във Войната за испанското наследство, на електор Фридрих I му е позволено да се короняса като Крал на Прусия през 1701 г. Новата държава, управлявана от династията Хоенцолерн, става известна под името Кралство Прусия. Титлата „Крал на Прусия“ постепенно започва да се прилага към всички земи на Бранденбург-Прусия. За да се различава от останалите части, бившото Херцогство Прусия става известно като „Стара Прусия“ (Altpreußen) или „Източна Прусия“.
Приблизително една трета от населението на Източна Прусия загива в чумна епидемия и масов глад в периода 1709 – 1711 г., сред които са последните говорещи пруски език. Чумата, вероятно донесена от чуждестранни войски по времето на Великата северна война, убива 250 000 души в Източна Прусия, особено в източните райони на провинцията. Фридрих Вилхелм I води възстановяването на Източна Прусия, основавайки многобройни селища. На хиляди протестанти, отлъчени от Залцбургското архиепископство, им е позволено да се заселят в Източна Прусия. По време на Седемгодишната война провинцията е опустошена от Руската империя.
По време на Първото разделяне на Полша от 1772 г., пруският крал Фридрих Велики анексира съседната Кралска Прусия, т.е. полските войводства Померания, Млаборк, Хелмно и Вармия, като по този начин свързва своите пруски земи с померанските, отрязвайки останалата част от Полша от балтийското крайбрежие. Територията на Вармия е включена в земите на бившото Херцогство Прусия, което на 31 януари 1773 г. е преименувано на Източна Прусия. Бившите полски померански земи отвъд Висла, заедно с Малборк и Хелминската земя, образуват Западна Прусия със столица Мариенвердер. На 30 септември 1773 г. Фридрих официално се провъзгласява за Крал на Прусия. Бившите пруски херцогски окръзи на Илава, Мариенвердер, Райзенбург и Шонберг преминават към Западна Прусия. На 31 януари

### Наполеонски войни
След катастрофалното поражение на пруската армия в Битката при Йена-Ауерщед от 1806 г., Наполеон окупира Берлин и кара държавните служители на Пруския генерален директорат да положат клетва за вярност към него, докато Фридрих Вилхелм III и съпругата му Луиза фон Мекленбург-Щрелиц се оттеглят през Кьонигсберг и Курската коса към Мемел. Френските войски веднага тръгват по петите му, но са забавени в Битката при Ейлау на 9 февруари 1807 г. от източнопруски контингент под командването на генерал Антон Вилхелм фон Лесток. На Наполеон се налага да отседне в двореца Финкенщайн, но през май, след 75-дневна обсада, войските му, предвождани от маршал Франсоа Жозеф Льофевр успяват да превземат Данциг, който е упорито отбраняван от генерал Фридрих Адолф фон Калкройт. На 14 юни Наполеон слага край на Войната на Четвъртата коалиция с победата си при Фридланд. Фридрих Вилхелм и кралица Луиза се срещат с Наполеон за преговори и на 9 юли пруският крал подписва Тилзитския мир.
Последвалите пруски реформи, подбудени от Хайнрих Фридрих Карл Щайн и Карл Август фон Харденберг включват имплементацията на апелационен съд (Оберландесгерихт) в Кьонигсберг, муниципална корпорация, икономическа свобода, както и еманципация на крепостното право и евреите. В хода на пруската реставрация до Виенския конгрес от 1815 г., териториите на Източна Прусия са административно пренаредени. От 1905 г. южните райони на Източна Прусия образуват отделната единица Аленщайн. Източна и Западна Прусия са първо обединени чрез лична уния през 1824 г., а след това слети чрез реална уния през 1829 г., за да се образува Провинция Прусия. Обединената провинция отново е разделена на Източна и Западна Прусия през 1878 г.

### Германска империя
От 1824 до 1878 г. Източна Прусия е едно цяло със Западна Прусия, образувайки Провинция Прусия, след което те се установяват отново като отделни провинции. Заедно с останалата част от Кралство Прусия, Източна Прусия става част от Германската империя след Обединението на Германия през 1871 г.
От 1885 до 1890 г. населението на Берлин нараства с 20%, Бранденбург и Рейнланд нарастват с 8,5%, Вестфалия с 10%, докато Източна Прусия губи 0,07%, а Западна Прусия губи 0,86% от населението си. Тази стагнация в популация, въпреки високата раждаемост в източните части на Германия, се дължи на факта, че много хора от селските райони в Източна Прусия се преместват на запад в търсене на работа в разширяващите се промишлени центрове в Рур (т.нар. Остфлюхт).
Населението на провинцията към 1900 г. е 1 996 626 души, от които 1 698 465 са протестанти, 269 196 са римокатолици, а 13 877 са евреи. Долнопруският диалект преобладава в Източна Прусия, макар Горнопруският диалект да се говори във Вармия. Броят на мазурите, курсениеките и пруските литовци намалява с времето, поради процеса на германизация. Полскоговорещото население се концентрира в южната част на провинцията (Мазурия и Вармия), а всички германски атласи от началото на 20 век показват южната част на Източна Прусия като полска, като броят на поляците се оценява на около 300 000 души. Курсениеките населяват районите около Курската лагуна, докато литовскоговорещите прусаци се концентрират в североизточната част в Малка Литва. Етническата група на старите прусаци бива напълно германизирана след време, а пруският език отмира още през 18 век.

### Първа световна война
В началото на Първата световна война, Източна Прусия става театър на бойните действия, когато Руската империя напада страната. Руската армия първоначално среща малко съпротива, тъй като по-голямата част от германската армия е насочена към Западния фронт, според плана Шлифен. Въпреки ранния успех и превземането на градовете Растенбург и Гумбинен, в Битката при Таненберг през 1914 г. и Второто мазурско сражение през 1915 г. руснаците са решително победени и принудени да се оттеглят. Руснаците са последвани от немската армия, настъпваща на руска територия.
След първото нахлуване на руската армия, по-голямата част от цивилното население бяга на запад, докато няколко хиляди граждани, които остават, биват депортирани в Русия. Отношението на двете армии към цивилните е основно дисциплинирано, въпреки че 74 цивилни са убити от руски войски в клането при Абшванген. Районът се налага да бъде построен наново, поради щети от войната.

### Ваймарска република
С принудената абдикация на император Вилхелм II през 1918 г., Германия става република. По-голямата част от Западна Прусия и бившата пруска провинция Позен, анексирани от Прусия по време на Подялбите на Полша от 18 век, са преотстъпени на Втората полска република по силата Версайския договор. Източна Прусия става ексклав, бидейки разделена от основната част на Германия. Мемелската област също е отделена от провинцията. Тъй като по-голямата част от Западна Прусия става част от Втората полска република като Полски коридор, бившият западнопруски регион на Мариенвердер става част от Източна Прусия. Солдау става част Втората полска република. Между Източна Прусия и останалата част от Германия е установена фериботна връзка.
На 11 юли 1920 г., на фона на Полско-съветската война, се провежда плебисцит в източната част на Западна Ппусия и южната част на Източна Прусия, за да се определи дали областите трябва да се присъединят към Втората полска република или да останат в рамките на Ваймарската република. 96,7% от гласувалите хора гласуват за оставане в Германия.
Мемелската област, мандатна територия от 1920 г., е окупиран от Литва през 1923 г. и е анексиран насилствено, без гласуване.

### Нацистка Германия
Ерих Кох оглавява първата източнопруска нацистка партия от 1928 г. Той ръководи района от 1932 г. Този период се характеризира с усиля за колективизация на местното селско стопанство и безпощадност при справянето с критиците в и извън партията. Той има дългосрочни планове за едромащабна индустриализация на основно селскостопанската провинция. Тези действия му носят лоша слава сред местното селячество. Към 1932 г. местната паравоенна Щурмабтайлунг вече е започнала да тероризира политическите си опоненти. В нощта на 31 юли 1932 г. се провежда бомбен атентат в щаб-квартирата на социалдемократите в Кьонигсберг, къщата на Ото Браун. Членове на Райхсбанер са нападнати, а местният председател на Райхсбанер в Льотцен, Курт Котцан, е убит на 6 август 1932 г.
Чрез публично финансирани спешни облекчителни програми, фокусирани върху селскостопански проекти и строеж на пътища, планът на Ерих Кох за Източна Прусия кара безработицата в провинцията да изчезне. На 16 август 1933 г. Кох докладва на Хитлер, че безработицата е изчезнала от Източна Прусия, подвиг, който печели адмирации в Райха. Плановете на Кох за индустриализация го въвличат в конфликт с Рихард Даре, който държи поста на Държавен водач на селяните и Министър на селското стопанство. Даре, неопагански селски романтик, иска да прокара виждането си за селскостопанска Източна Прусия. Когато неговите представители се противопоставят на плана му, Кох нарежда да бъдат арестувани.
През 1938 г. нацистите променят около една трета от топонимите в района, премахвайки, германизирайки или опростявайки ред пруски имена, както и тези с полски или литовски имена, произлизащи от колонизатори и бежанци в Прусия по време на и след протестантската Реформация. Над 1500 места биват преименувани към до 16 юли 1938 г., според декрет, издаден от гаулайтер Ерих Кох и започнат от Адолф Хитлер. Много, които не кооперират с правилата на Нацистка Германия са изпращани в концлагери и държани като затворници до смъртта им или освобождението им.
След нахлуването в Полша през 1939 г., границите на Източна Прусия са преразгледани. Районът на Цихенау е прехвърлен към Източна Прусия.

### Втора световна война
През 1939 г. Източна Прусия има население от 2,49 милиона души, от които 85% са етнически германци, а останалите са поляци, латвоговорещи курсениеки и пруски литовци. Повечето от прусаците, курсиениките и литовците са лутерани, докато населението във Вармия е основно римокатолическо, поради историята си на епархия. Източнопруското еврейско население намалява от 9000 към 1933 г. до 3000 през 1939 г., след като повечето бягат от нацисткия режим. Тези, които стават, по-късно са депортирани или убити в Холокоста.
През 1939 г. Цихенау е анексиран от Германия и инкорпориран в Източна Прусия, като после части от района са прехвърлени на други райони.
Източна Прусия е само леко засегната от войната до януари 1945 г., когато бива опустошена по време на Източнопруската операция. Голяма част от населението стават бежанци в много студено време в хода на евакуацията на Източна Прусия.

### Евакуация на Източна Прусия
През 1944 г. средновековният град Кьонигсберг, който дотогава никога не е пострадвал сериозно от война, бива почти напълно унищожен от бомбардировачи на британските ВВС в нощите на 26/27 август и 29/30 август 1944 г. Уинстън Чърчил погрешно вярва, че това е „модернизирана и силно укрепена крепост“ и заповядва унищожението ѝ.
Гаулайтер Ерих Кох проточва евакуацията на германската цивилна популация, докато Източния Фронт наближава източнопруската граница през 1944 г. Населението систематично бива погрешно информирано относно истинското състояние на войната. В резултат на това, много граждани, изтеглящи се на запад, биват изпреварвани от изтеглящия се Вермахт и застигани от бързо напредващата Червена армия.
Доклади за съветските зверства в Немерсдорфското клане от октомври 1944 г. и организирани изнасилвания разпространяват страх и отчаяние сред цивилните. Хиляди загиват в потапянето на бежански кораби от съветски подводници. Кьонигсберг пада на 9 април 1945 г., след отчаяна 4-дневна битка. Броят на убитите цивилни се оценява на около 300 000 души.
Все пак, повечето от германските граждани, тогава представляващи основно жени, деца и стари хора, успяват да избягат от Червената армия в хода на най-голямото масово изселване на хора в историята. Населението, когато достига 2,2 милиона към 1940 г., е намалено на 193 000 към края на май 1945 г.

## Следвоенен период
След поражението на Нацистка Германия във войната през 1945 г., Източна Прусия е поделена между Полша и Съветския съюз по силата на Потсдамската конференция. Южна Източна Прусия е поставена под полска администрация, докато северните ѝ части са поделени между РСФСР (Калининградска област) и Литовската ССР (Мемелска област). Кьонигсберг е преименуван на Калининград през 1946 г. По-голямата част от германското население се изселва по време на евакуацията към края на войната, но хиляди умират в периода 1944 – 1946 г., като останалите са депортирани.
След краха на комунизма през 1991 г., някои германски групировки се опитват да заселят волжки германци от източните части на Русия в Калининградска област. Това усилие е само малък успех, тъй като повечето бедни волжки германци предпочитат да емигрират към по-богатата Федерална република Германия, където могат да станат граждани на Германия. Макар изгонването на германците от северната част на бившата Източна Прусия да е често провеждано по насилствен и агресивен начин от съветските власти, днешните руски жители на Калининградска област не таят враждебност към германците.